# Arctosa fulvolineata
Espèce
Synonymes
- Lycosa fulvolineata Lucas, 1846
- Lycosa subfasciata Simon, 1876
- Lycosa subterranea L. Koch, 1882
- Lycosa perspicax L. Koch, 1882

Arctosa fulvolineata est une espèce d'araignées aranéomorphes de la famille des Lycosidae. Cette Araignée-loup, dont la longueur de la femelle dépasse le centimètre, est brun-roux et présente un céphalothorax et un abdomen bruns ornés de bandes plus foncées et d'une tache médiane jaune nette qui lui a donné son nom. Elle est inféodée aux prés salés d'Europe, d'Afrique du Nord et d'Anatolie.

## Description
Pour un article plus général, voir Anatomie des araignées.
Les mâles mesurent de 7,5 à 8,5 mm et les femelles de 10 à 12 mm.

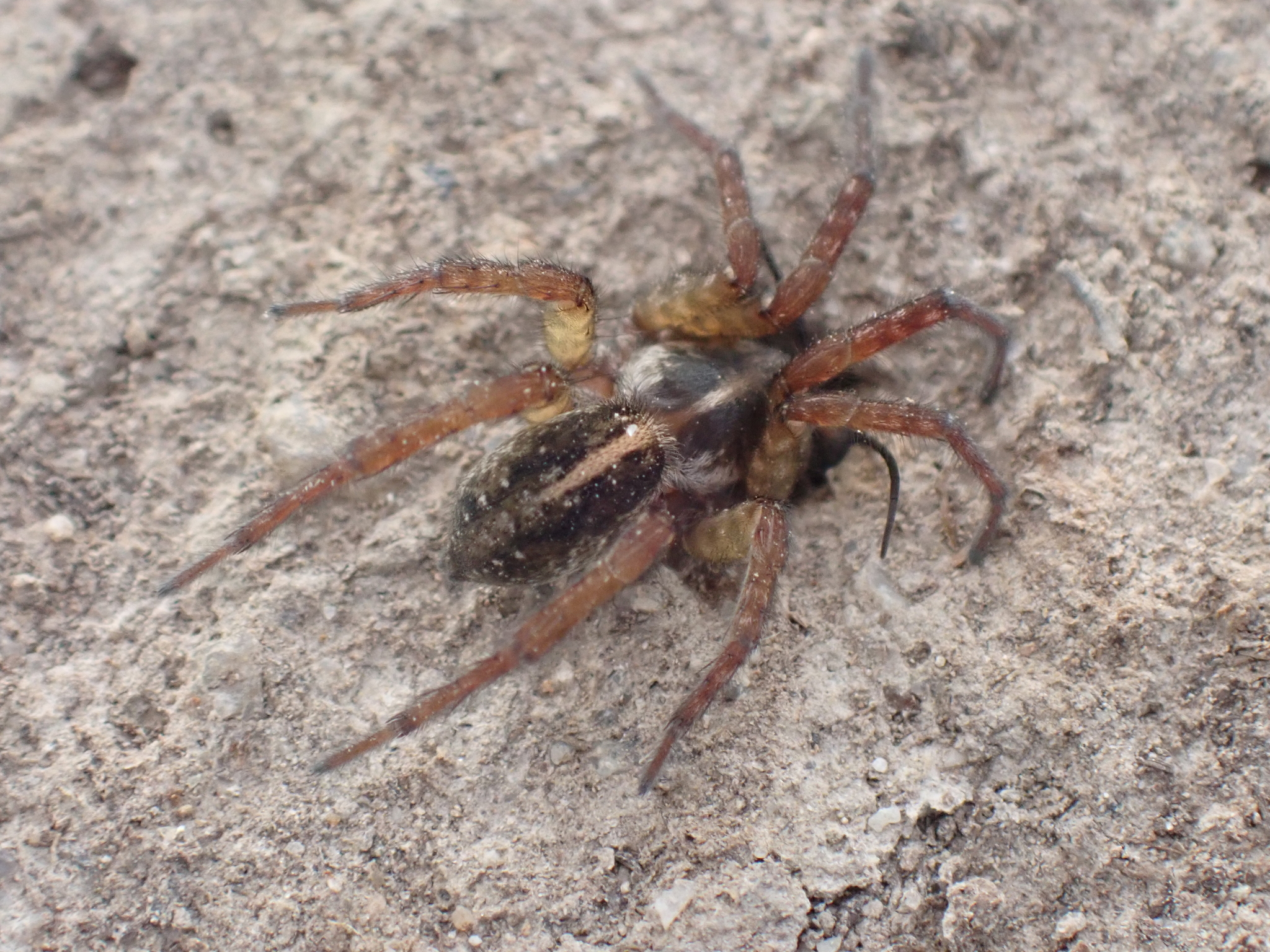
Arctosa fulvolineata (Golfe du Morbihan, Bretagne, France).

Arctosa fulvolineata présente un céphalothorax brun foncé couvert de poils, et orné, dans sa partie médiane, d'une bande brillante vaguement dentelée mais peu apparente. Des bandes étroites, indistinctes et souvent brisées s'échappent également sur ses flancs. Il mesure 5,3 à 6,0 mm chez la femelle et 3,5 à 4,9 mm chez le mâle. Les yeux sont noirs, les intermédiaires étant beaucoup plus gros que les latéraux. Les chélicères sont allongées, robustes, brun foncé et hérissées de poils fauves ; les crochets sont courts, noirs à la naissance, rougeâtres à leur extrémité et présentent 2 dents sur le bord du sillon chélicéral, l'ensemble de ces organes étant parsemé de poils noirâtres,,.
Les pédipalpes, les palpes, ainsi que les pattes, sont courts, robustes, brun roux, couverts de poils fauves, et entremêlés de soies allongées et brun noirâtre. La coxa et d'autres petites parties des pattes sont roux clair et revêtues de poils courts,.
L'opisthosome est assez allongé, couvert de poils brun foncé, orné de deux bandes longitudinales plus foncées encadrant dans la partie médiane, une tache assez large, nette et formée de poils jaune clair à laquelle s'ajoutent parfois deux petites taches jaunes à l'arrière. En dessous et sur ses parties latérales, l'abdomen est roux. Les filières sont courtes, peu saillantes, d'un roux clair. l'épigyne est une fossette assez grande, presque carrée, cependant un peu plus large que longue,,,,.

## Distribution
Cette espèce se rencontre en Europe de l'Ouest, en Afrique du Nord et sur la péninsule anatolienne.
Elle a été observée en Grande-Bretagne, en Belgique, en France y compris en Corse, au Portugal, en Espagne y compris aux îles Baléares, en Italie y compris en Sardaigne et en Sicile, en Slovénie, en Algérie, en Tunisie, en Libye et en Turquie.

## Écologie

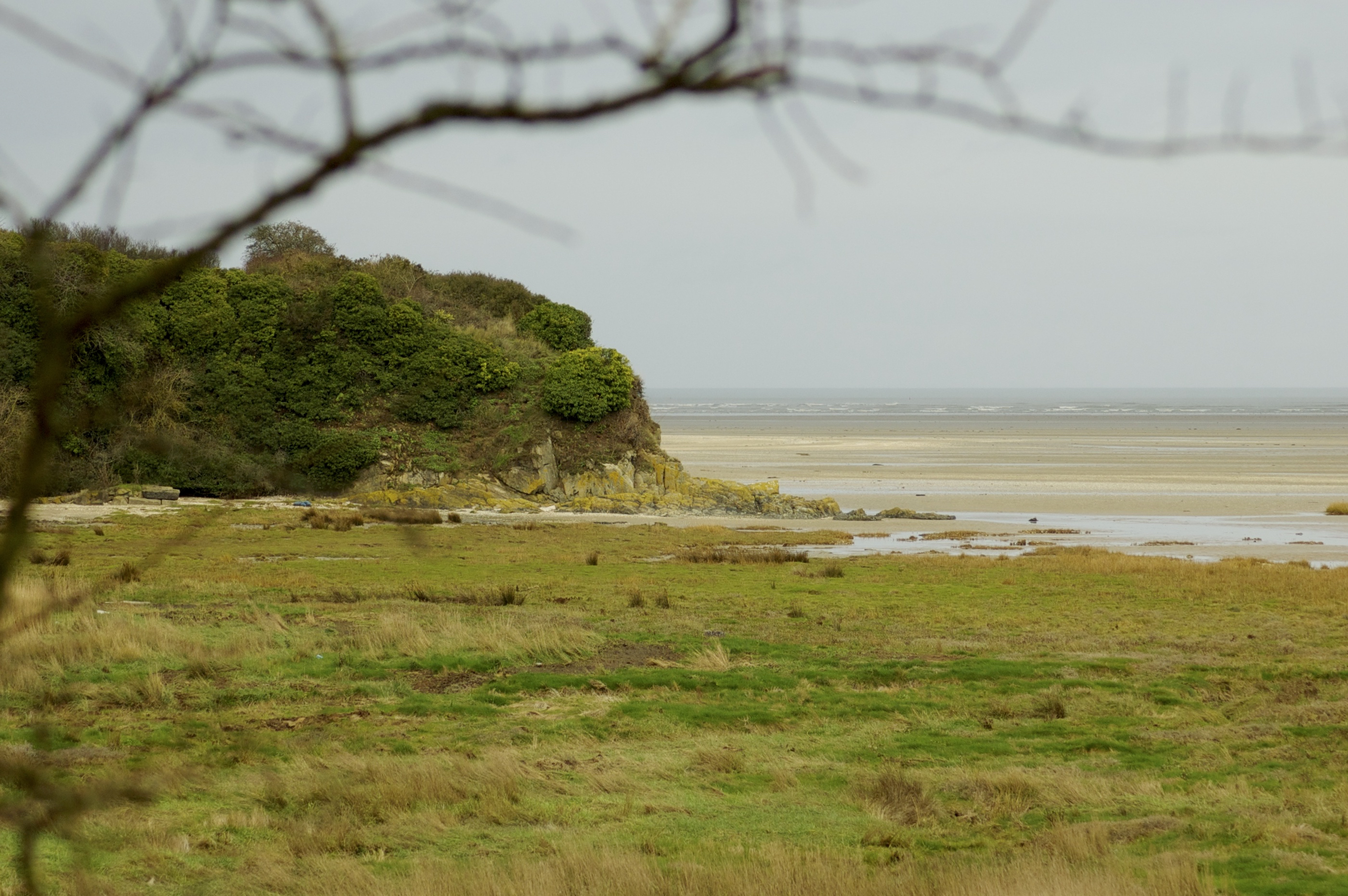
Pré-salé de la Baie de Saint-Brieuc

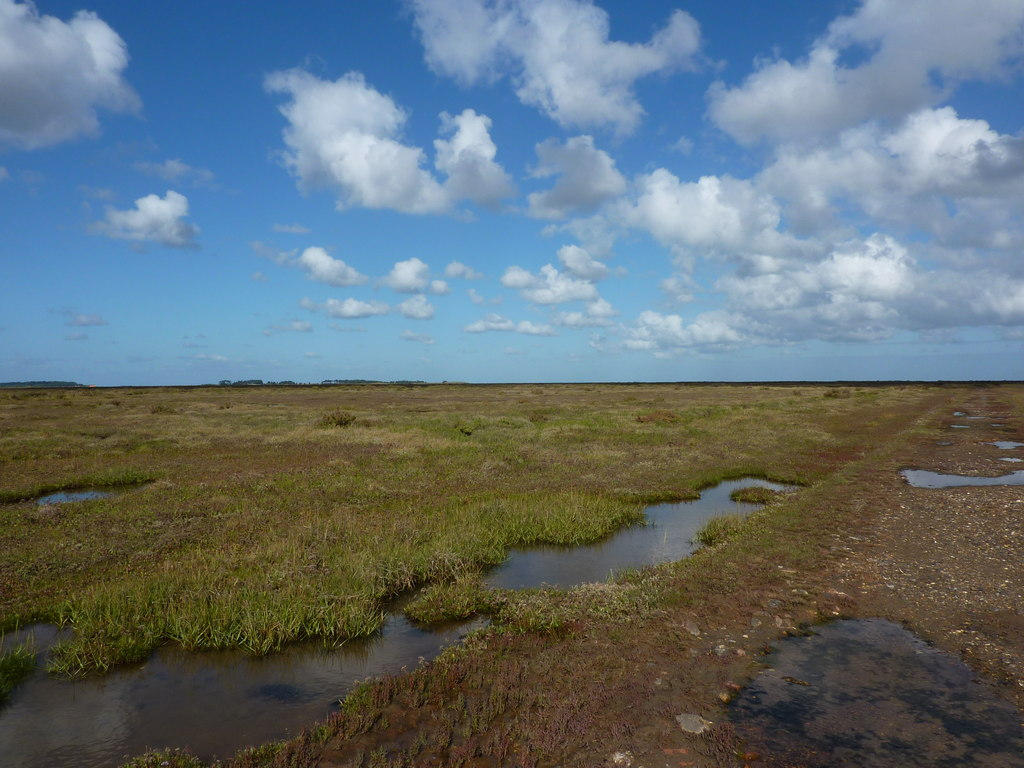
Prés salés de Warham (Comté de Norfolk, Angleterre)

Cette espèce vit près de la côte dans les prés salés et près des bords marécageux des rivières et des lacs. Elle vit sous les pierres, dans les amas de vase, parmi les débris accumulés et les crevasses de vase sèche. Elle semble apprécier la litière profonde et complexe générée par un faible taux de décomposition,.

## Biologie
Arctosa fulvolineata est une espèce nocturne dominante des prés-salés européens avec la diurne Pardosa purbeckensis. Elle est la cheffe de file d'une cohorte composée d'autres araignées vagabondes nocturnes comprenant principalement Agroeca lusatica, Clubiona stagnatilis et Zelotes latreillei.
Arctosa fulvolineata est une prédatrice qui se nourrit principalement d'Amphipodes. Ceux-ci constituent une source de nourriture très abondante dans les prés salés : jusqu'à 1 000 individus par m2 pour Orchestia gammarellus par exemple.
Comme la majorité des Araignées-loups, la femelle Arctosa fulvolineata conserve son cocon sous son abdomen, attaché à ses filières.
Parmi les Araignées-loups, Arctosa fulvolineata est particulièrement adaptée au milieu salin. Elle est capable d'excréter du chlorure de sodium par ses glandes coxales à l'instar des glandes à sel et d'ajuster son osmolalité interne par l'accumulation de solutés compatibles comme l'alanine ; une réponse commune des animaux exposés au sel durant laquelle de grandes quantités d'acides aminés libres s'accumulent, ce qui améliore la régulation en douceur de l'organisme. Néanmoins, la salinité a un fort impact délétère sur la ponte des œufs et de faibles taux de sel lui sont nécessaires pour assurer sa reproduction.
Les prés-salés sont régulièrement inondés à chaque marée haute. Pour survivre à la submersion, cette espèce ne migre pas mais se met en coma hypoxique c'est-à-dire dans un état non réactif, mais non dormant, respirant lentement depuis sa propre réserve d'air. Les périodes d'immersion durent généralement de 2 à 4 heures mais sa capacité à supporter cet état sans effet secondaire peut aller jusqu'à environ 16 heures et sa survie n'est remise en cause qu'à partir de 36 heures.

## Menace et protection
Depuis le milieu des années 1990, les marais salants européens sont colonisés par la graminée invasive Elymus athericus qui remplace l'indigène Halimione portulacoides. Ce changement brusque, qui génère des plantes plus hautes et une litière plus profonde et plus aérée, semble favoriser les populations d'Arctosa fulvolineata contrairement à l'araignée diurne Pardosa purbeckensis et à sa cohorte dont les populations ont drastiquement chuté depuis son arrivée.
Arctosa fulvolineata est classée comme espèce menacée au niveau national au Royaume-Uni et appartient à la catégorie des « espèces rares » de la Convention de Ramsar.

## Confusion possible
Arctosa leopardus est une espèce morphologiquement proche qui vit dans les marécages. Elle est plus petite et son abdomen, qui est également orné d'une tache cardiaque, est plus sombre.

## Taxinomie
Cette espèce a été décrite sous le protonyme Lycosa fulvolineata par Lucas en 1846. Elle est placée dans le genre Leaena par Dahl en 1908 puis dans le genre Arctosa par Lugetti et Tongiorgi en 1965.
Lycosa subfasciata a été placée en synonymie par Simon en 1937.
Lycosa subterranea a été placée en synonymie par Lugetti et Tongiorgi en 1965.
Lycosa perspicax a été placée en synonymie par Bosmans et Van Keer en 2012.
Arctosa fulvolineata a été décrite par Lucas à partir de récoltes effectuées en Algérie dans les environs d'El Kala, les marais du lac Tonga et sur les bords marécageux de la rivière Saf-Saf à proximité de Skikda. Le synonyme Lycosa perspicax est décrit par Koch depuis la vallée de Sóller à Majorque alors que le synonyme Lycosa subfaciata est décrit par Simon depuis les montagnes du nord de l'Espagne.

## Publication originale
- Hippolyte Lucas, « Histoire naturelle des animaux articules. »Exploration scientifique de l'Algérie : pendant les années 1840, 1841, 1842 publiée par ordre du Gouvernement et avec le concours d'une commission académique (Première partie  Crustacés, Arcnides, Myriapodes et Hexapodes), Paris, Imprimerie royale, 1846, 402 p. (texte intégral, diagnose originale de l'espèce).